# Граница (филм, 1954)
Вижте пояснителната страница за други значения на Граница.
„Граница“ е български игрален филм (късометражен) от 1954 година на режисьора Никола Минчев, по сценарий на Генчо Стоев. Оператор е Георги Карайорданов. Музиката във филма е композирана от Емил Георгиев. Филмът е с работно заглавие „Те няма да минат“.

## Актьорски състав
- Кунка Баева – Стрина Митра
- Иван Братанов – Диверсантът
- Борис Милушев – Стефан
- Георги Георгиев – Гочето – Бай Васил Стафанов
- Любка Костова – Ленчето
- Никола Дачев – Лейтенантът